# Свещена жаба дърволаз
Свещените жаби дърволази (Dendrobates leucomelas) са вид земноводни от семейство Дърволази (Dendrobatidae).
Срещат се в северните части на Южна Америка.
Таксонът е описан за пръв път от австрийския зоолог Франц Щайндахнер през 1864 година.